# Ліпінки-Лужицькі
Ліпінкі-Лужицькі (пол. Lipinki Łużyckie, нім. Linderode) — село в Польщі, у гміні Ліпінки-Лужицькі Жарського повіту Любуського воєводства.
Населення — 1569 осіб (2011).
У 1975-1998 роках село належало до Зеленогурського воєводства.

## Демографія
Демографічна структура станом на 31 березня 2011 року:
|          | Загалом | Допрацездатний вік | Працездатний вік | Постпрацездатний вік |
| -------- | ------- | ------------------ | ---------------- | -------------------- |
| Чоловіки | 806     | 165                | 572              | 69                   |
| Жінки    | 763     | 136                | 460              | 167                  |
| Разом    | 1569    | 301                | 1032             | 236                  |